# Linnea Larsdotter Mikkelä
Gerd Linnea Larsdotter Mikkelä, född 19 september 1983 i Smygehamn i Skåne, är en svensk skådespelare och folkmusiker.

## Karriär
Linnea Larsdotter Mikkelä började uppträda som åttaåring i folkmusikertrion "Systrarna Mikkelä" tillsammans med sina två systrar Sara och Julia. Hon har erhållit flera utmärkelser inom folkmusiken, bland annat Skånska Stjärnskott, som hon tilldelades som 17-åring tillsammans med sina systrar. Systrarna spelade på upp emot en hundra bröllop och begravningar i kyrkan.
Linnea Larsdotter Mikkelä fick sin första musikalroll som tioåring, med rollen som Goodwin i Pamela, tillsammans med skådespelare som Christer Nerfont.  Som 16-åring fick hon en roll i musikalen Godspell, med Ystadsbaserade Vinterteatern. År 2005 blev Linnea Larsdotter Mikkelä antagen till Forum Dans- och Artistakademin. Hon uppträdde senare som artist på Garden Experience på Mallorca, där hon arbetade i två säsonger. År 2008 flyttade hon och partnern Johan Matton till Thailand och uppträdde med ett flertal roller som showartist på Sunwing Bangtao.
Linnea Larsdotter Mikkelä tog examen från Musikallinjen på New York Film Academy 2011. Hon fick en roll i Rockmusikalen Europa i New York samma år, där hon spelade mot Paulie Z från ZO2.Linnea Larsdotter Mikkelä spelade rollen Amy i den första amerikanska produktionen av den australienska musikalen Crab House, Orchid i Off-Broadwaymusikalen Save The Robots, Erato i Xanadu, och Mary Lou i Buddy! The Buddy Holly Story på Gateway Playhouse och Ogunquit Playhouse.
Linnea Larsdotter Mikkelä har medverkat i kortfilmer som till exempel konstfilmen Indigo och filmen Jane St, som visades på filmfestivalen i Cannes.  
Linnea Larsdotter Mikkelä nominerades 2013 till Trelleborgs Kulturpris för sina skådespelarinstatser, tillsammans med Victor Segerhagen och Yohanna Troell.
Hon mottog 2015 ett pris från NYLA International Film Festival. Hon vann priset "Award of Excellence"  för independentfilmen Till We Meet Again. 

## Filmografi
| År   | Titel                           | Roll    | Kommentar          |
| ---- | ------------------------------- | ------- | ------------------ |
| 2014 | Melodifestivalen                | Marlene | SVT: 1 avsnitt     |
| 2014 | The Happiest People in New York | Jo      | Vessel: 13 avsnitt |

| År   | Titel                        | Roll            | Kommentar    |
| ---- | ---------------------------- | --------------- | ------------ |
| 2015 | Till We Meet Again           | Joanna          | Medproducent |
| 2014 | Indigo                       | Girl            |              |
| 2014 | Ovum                         | Delilah         |              |
| 2014 | Jane St                      | Jenny           |              |
| 2011 | I Everything's Gonna Be Pink | Alexis          |              |
| 2011 | MIA                          | Mia             |              |
| 2011 | It Is What It Is             | Freya Andersson |              |